# Everything Everywhere All at Once (banda sonora)
Everything Everywhere All at Once (Original Motion Picture Soundtrack) es el álbum de la banda sonora de la película de 2022 del mismo nombre dirigida por Daniel Kwan y Daniel Scheinert. La partitura original y la música están compuestas por Son Lux, una banda de tres miembros compuesta por Ryan Lott, Ian Chang y Rafiq Bhatia. El álbum y su partitura musical se hicieron populares ya que contó con artistas destacados como Mitski, David Byrne, André 3000, Randy Newman, Moses Sumney y yMusic.
Son Lux trabajó en la partitura y la banda sonora durante más de tres a seis años, y los miembros de la banda trabajaron individualmente en la partitura siguiendo el consejo de Daniels. El álbum fue producido y curado simultáneamente con Son Lux que también produjo sus álbumes de estudio, Brighter Wounds (2018), la trilogía Tomorrows (2020-2021) y su versión de estudio reeditada Tomorrows Reworks – 2021). En el proceso, se crearon más de 100 pistas musicales para el álbum, con más de 49 canciones finalizadas en el álbum de la banda sonora que duró más de 2 horas.
Antes del lanzamiento de la banda sonora, dos canciones: "This Is a Life" con Mitski y Byrne, y "Fence" con Sumney, fueron lanzadas como sencillos el 4 y 14 de marzo. El álbum lanzado el 25 de marzo de 2022 por A24 Music, y recibió una recepción crítica positiva por la composición, ambientación, combinación de instrumentos y colaboración de artistas de renombre.

## Producción

### Fondo
La banda Son Lux fue anunciada como compositora de la película durante enero de 2022. Daniels agradeció el estilo musical y el enfoque de los álbumes de estudio. Conocieron a la banda a través de FaceTime a fines de 2019. Daniels no se acercó a ellos como una banda, sino que articuló la importancia de los proyectos en solitario de los miembros de la banda. El miembro principal de la banda, Ryan Lott, dijo que "creo que la imagen completa no solo de quiénes somos como banda, sino también de quiénes somos como individuos y lo que hemos logrado y los lugares a los que hemos ido creativamente individualmente, destinado a ellos que existía la posibilidad de que muchos de estos universos de sonido pudieran estar al alcance de la mano con este trío en particular nos dieron mucha libertad para sentirnos libres de ser nosotros mismos. Nos guiaron a lo largo del camino en el desarrollo de la música para esta película y, en algunos casos, hubo algún tipo de sangrado interesante que sucedió".
Esta película marcó la tercera película de la banda como compositora, después de The Disappearance of Eleanor Rigby (2014), Paper Towns (2015) y Mean Dreams (2016). El guitarrista principal de la banda, Rafiq Bhatia, había dicho que el proceso creativo de la música para una película era muy diferente al de sus trabajos en álbumes de estudio, ya que la diferencia no es servir a otro medio o apoyar lo que sucede en el otro medio, y agregó " A diferencia de componer una película o crear música para bailarines, o cualquiera de los otros tipos de colaboraciones en las que podríamos embarcarnos con artistas y otros medios, como hacer un disco, todo lo que hay es el sonido; el sonido es lo primero". La banda dijo que la música para la película era similar a trabajar en cinco películas diferentes, convirtiéndolas en una sola.

### Grabación
La producción musical se prolongó durante dos o tres años. La banda creó las composiciones mientras trabajaba simultáneamente en Tomorrows, una trilogía de álbumes de estudio. Se crearon más de 100 pistas para la película. Sobre la creación de la partitura y el sonido, Rafiq Bhatia dijo que cada pieza musical "tendría su propio tipo de tono en el que, por el sonido, el color y todo ese tipo de cosas, puedes decir de inmediato que estamos en este mundo." Habían creado temas cortos con pistas melódicas, ya que "se trataba de encontrar ideas melódicas reconocibles al instante y luego contextualizarlas instantáneamente con un género idiomático, instrumentación de asentimiento u orquestación, o hacer exactamente lo contrario, postulándolas en un mundo de sonido que se siente muy extraño, muy extraño, o coqueteando entre el diseño de sonido y la partitura, donde los 'instrumentos' particulares involucrados no son realmente instrumentos reconocibles".
También combinaron varios instrumentos, incluidos paigu, gongs, violín de lámina y flautas mayas hechas de cedro, a los que se refirieron como los "instrumentos irreconocibles". Son Lux hizo muestras del paigu en su propio estudio durante la pandemia de COVID-19. También probaron los gongs afinados y los instrumentos de percusión chinos que fueron "troceados y procesados de diferentes maneras". Ryan Lott tocó una versión de "Clair de Lune" de Claude Debussy utilizando un gong afinado.
Utilizaron música temporal de cine y televisión como inspiración para crear la banda sonora. Bhatia también hizo referencia a la partitura de The Matrix mientras creaba la canción "Plug Fight", dando crédito al compositor de The Matrix, Don Davis, por uno de los personajes como punto de referencia. Dijeron que la partitura de la primera película de Matrix fue "absolutamente brillante" y les ayudó a encontrar la "paleta de ciencia ficción para la película". Son Lux dijo que hubo varios "momentos musicales específicos de la visión", incluido el uso de "Clair de Lune" junto con la música y la ópera tradicionales chinas.

### Colaboraciones
El álbum contó con colaboraciones de varios artistas de renombre. André Benjamin, también conocido como André 3000, tocaba la flauta durante cinco pistas. A la banda le gustó su enfoque musical, y cuando llamaron a Benjamin para la grabación, trajo diferentes tipos de flautas que tenían diferentes registros, algunas de las cuales tenían dos caras para que el usuario pudiera tocar dos melodías simultáneamente. Recordaron que las sesiones de grabación fueron "algo surrealista y loco" y afirmaron que su trabajo de partitura era similar a un "grabador profesional tocando en el campo". Randy Newman contribuyó en una de las pistas, "Now We're Cookin'". [lower-alpha 1] La banda dijo que la inclusión de Newman era el "sueño de Daniels" y que había visto la versión preliminar de la película durante la pandemia, que le gustó a Newman. Lott se acercó a él para grabar una de las pistas y también había cantado el tema con Newman. David Byrne y Mitski contribuyeron en dos pistas, mientras que Moses Sumney trabajó en la pista "Fence". Chang era uno de los bateristas de la banda de Sumney, envió una muestra de las pistas para la pista, muestreó una de ellas y Lott creó una entrada diferente para la pista. Sumney también escribió una canción en la misma señal, que se finalizó como la pista del álbum. La actriz Stephanie Hsu también cantó la canción "Sucked Into A Bagel".

## Listado de pistas
| Everything Everywhere All at Once (Original Motion Picture Soundtrack) |                                         |            |          |  |
| N.º                                                                    | Título                                  | Artista(s) | Duración |  |
| 1.                                                                     | «This Is a Life (Extended)»             | Son Lux    | 3:35     |  |
| 2.                                                                     | «Wang Family Portrait»                  | Son Lux    | 1:47     |  |
| 3.                                                                     | «Very Busy»                             | Son Lux    | 5:09     |  |
| 4.                                                                     | «Vvvery Busy»                           | Son Lux    | 2:05     |  |
| 5.                                                                     | «What Are You Thinking About?»          | Son Lux    | 2:02     |  |
| 6.                                                                     | «What a Fast Elevator!»                 | Son Lux    | 2:44     |  |
| 7.                                                                     | «Switch Shoes to the Wrong Feet»        | Son Lux    | 1:46     |  |
| 8.                                                                     | «Nothing Could Possibly Matter More»    | Son Lux    | 2:22     |  |
| 9.                                                                     | «A Choice»                              | Son Lux    | 1:42     |  |
| 10.                                                                    | «Chapstick»                             | Son Lux    | 1:49     |  |
| 11.                                                                    | «The Fanny Pack»                        | Son Lux    | 1:49     |  |
| 12.                                                                    | «Jobu Tupaki»                           | Son Lux    | 2:03     |  |
| 13.                                                                    | «The Alphaverse»                        | Son Lux    | 1:53     |  |
| 14.                                                                    | «The Mission»                           | Son Lux    | 2:20     |  |
| 15.                                                                    | «Deirdre Fight»                         | Son Lux    | 5:02     |  |
| 16.                                                                    | «Waymond Cries»                         | Son Lux    | 0:37     |  |
| 17.                                                                    | «I Love You Kung Fu»                    | Son Lux    | 1:46     |  |
| 18.                                                                    | «My Life Without You»                   | Son Lux    | 1:33     |  |
| 19.                                                                    | «The Story of Jobu»                     | Son Lux    | 1:14     |  |
| 20.                                                                    | «Rendezvous at the Premiere»            | Son Lux    | 1:25     |  |
| 21.                                                                    | «It's You... Juju Toobootie»            | Son Lux    | 1:12     |  |
| 22.                                                                    | «Everything Bagel»                      | Son Lux    | 2:18     |  |
| 23.                                                                    | «You're Living Your Worst You»          | Son Lux    | 2:27     |  |
| 24.                                                                    | «The Boxcutter»                         | Son Lux    | 2:20     |  |
| 25.                                                                    | «Send Every Available Jumper»           | Son Lux    | 2:42     |  |
| 26.                                                                    | «Opera Fight»                           | Son Lux    | 2:17     |  |
| 27.                                                                    | «Dog Fight»                             | Son Lux    | 1:36     |  |
| 28.                                                                    | «Drummer Fight»                         | Son Lux    | 1:00     |  |
| 29.                                                                    | «Plug Fight»                            | Son Lux    | 2:34     |  |
| 30.                                                                    | «Pinky Fight»                           | Son Lux    | 1:14     |  |
| 31.                                                                    | «I Have Been Watching»                  | Son Lux    | 1:38     |  |
| 32.                                                                    | «Somewhere Out There in All That Noise» | Son Lux    | 1:26     |  |
| 33.                                                                    | «Jobu Sees All»                         | Son Lux    | 2:05     |  |
| 34.                                                                    | «The Temple»                            | Son Lux    | 2:21     |  |
| 35.                                                                    | «Evelyn Everywhere»                     | Son Lux    | 3:28     |  |
| 36.                                                                    | «Evelyn All at Once»                    | Son Lux    | 2:29     |  |
| 37.                                                                    | «This Is How I Fight»                   | Son Lux    | 2:40     |  |
| 38.                                                                    | «In Another Life»                       | Son Lux    | 2:24     |  |
| 39.                                                                    | «It All Just Goes Away»                 | Son Lux    | 2:44     |  |
| 40.                                                                    | «Clair de Lune (Pied au Piano)»         | Son Lux    | 1:38     |  |
| 41.                                                                    | «Come Recover (Empathy Fight)»          | Son Lux    | 7:13     |  |
| 42.                                                                    | «Your Day Will Come (Empathy Fight)»    | Son Lux    | 3:05     |  |
| 43.                                                                    | «Let Me Go»                             | Son Lux    | 2:01     |  |
| 44.                                                                    | «Specks of Time»                        | Son Lux    | 2:49     |  |
| 45.                                                                    | «This Is a Life»                        | Son Lux    | 2:41     |  |
| 46.                                                                    | «Fence»                                 | Son Lux    | 3:35     |  |
| 47.                                                                    | «Now We're Cookin'»                     | Son Lux    | 2:14     |  |
| 48.                                                                    | «Sucked Into a Bagel»                   | Son Lux    | 2:30     |  |
| 49.                                                                    | «I Love You»                            | Son Lux    | 0:38     |  |

## Rendimiento gráfico
| Gráfico (2021)                                   | Posición |
| ------------------------------------------------ | -------- |
| Álbumes australianos (ARIA)                      | 45       |
| Álbumes de bandas sonoras del Reino Unido (OCC)  | 35       |
| Cartelera estadounidense 200                     | 92       |
| Álbumes de bandas sonoras de EE. UU. (Billboard) | 24       |

## Recepción
Escribiendo para el sitio web de música Pitchfork, Annie Geng le dio a la banda sonora 7.5 (sobre 10) y dijo: "La emoción de la partitura de Son Lux está en su rango audaz. Así como Everything Everywhere All At Once alterna entre la locura, la hilaridad, la oscuridad y la esperanza, también lo hace su banda sonora. A pesar de correr una hora y 54 minutos, el marcador no pierde coherencia... El ethos artístico más amplio de Son Lux está enraizado en el imperativo de la creación, tan extenso en sus posibilidades como para abarcar todo un multiverso. La vida, como la música, está destinada a ser creada. Podemos elegir enconarnos en la desolación de nuestro mundo infaliblemente caótico, o, como los Daniels y Son Lux, podemos ver el caos por lo que es: un arte en sí mismo". Holly Hazelwood de Spectrum Culture otorgó una puntuación de 80/100 " Everything Everywhere All at Once es una película de rara belleza e inmensa magia, y el hecho de que esta banda sonora no se sienta incompleta sin el elemento visual es un testimonio de su calidad. Sin embargo, para aquellos que han visto la película, sumergirse en esta banda sonora es una forma fantástica de permanecer dentro del mundo expansivo e hiperactivo de la película por un poco más de tiempo. Al final, eso es lo que se supone que hacen las mejores bandas sonoras: ayudarte a aferrarte a la magia mucho después de que los créditos hayan llegado y se hayan ido". Debby Das de The Harvard Crimson elogió a Son Lux como la "elección perfecta para componer la banda sonora discordantemente primaria de la película" y afirmó: "Ver y escuchar" Everything Everywhere All at Once "es lo más cerca que un espectador puede estar de ser un niño en Willy Wonka la tienda de dulces".